# بيلي بيل (لاعب هوكي جليد)
بيلي بيل هو لاعب هوكي جليد كندي، ولد في 10 يونيو 1891 في مونتريال في كندا، وتوفي في 3 يونيو 1952 في بوينت كلير في كندا.

## وصلات خارجية
- بيلي بيل على موقع دوري الهوكي الوطني (الإنجليزية)
- بيلي بيل على موقع قاعة مشاهير الهوكي (لاعب أن.إتش.أل) (الإنجليزية)
- بيلي بيل على موقع EliteProspects.com (الإنجليزية)
- بيلي بيل على موقع HockeyDB.com (الإنجليزية)
- بيلي بيل على موقع Hockey-Reference.com (الإنجليزية)